# إيسترا

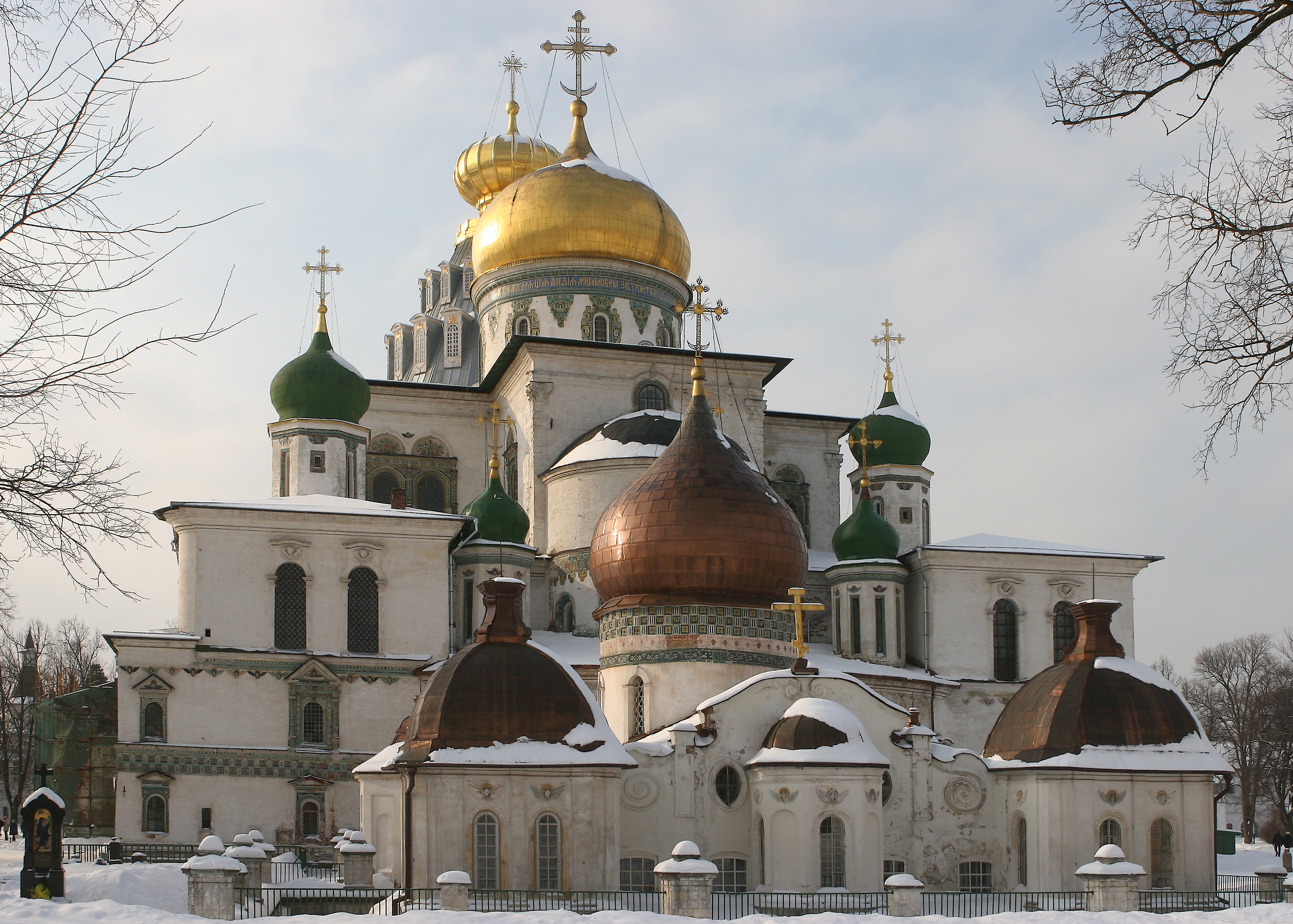

إيسترا (بالروسية: Истра) هي إحدى مدن روسيا في الكيان الفدرالي الروسي موسكو أوبلاست.

## توأمة
لإيسترا اتفاقيات توأمة مع كل من:
- راكوفنيك
- لوبيز
- لوريتو (ماركي)